# Don MacMillan
Don MacMillan (eigentlich Donald Robertson Thomson MacMillan; * 5. Januar 1930; † 19. November 2004) war ein australischer Mittelstreckenläufer. Wegen seiner Sprintstärke wurde er auch in der 4-mal-400-Meter-Staffel eingesetzt.
Bei den British Empire Games 1950 in Vancouver wurde er Siebter im Meilenlauf. 1952 wurde er bei den Olympischen Spielen in Helsinki Neunter über 1500 m und erreichte über 800 m das Halbfinale.
1954 gewann er bei den British Empire and Commonwealth Games in Vancouver Bronze mit der australischen 4-mal-440-Yards-Stafette. Über 880 Yards und im Meilenlauf scheiterte er in der Vorrunde. Bei den Olympischen Spielen 1956 in Melbourne schied er über 800 m im Vorlauf aus.
Dreimal wurde er Australischer Meister über 880 Yards (1950, 1952, 1955) und viermal über eine Meile (1950–1952, 1955).

## Persönliche Bestzeiten
- 800 m: 1:50,3 min, 28. Juni 1954, Oslo
- 1500 m: 3:49,8 min, 26. Juli 1952, Helsinki
- 1 Meile: 4:05,8 min, 19. Februar 1955, Sydney